# Euconocercus
Euconocercus är ett släkte av insekter. Euconocercus ingår i familjen vårtbitare.
Kladogram enligt Catalogue of Life:
| Euconocercus | \| \| Euconocercus caucasicus \| \| \| \| \| \| Euconocercus iris \| \| \| \| |
|              | \| \| Euconocercus caucasicus \| \| \| \| \| \| Euconocercus iris \| \| \| \| |
|              | Euconocercus caucasicus                                                       |
|              |                                                                               |
|              | Euconocercus iris                                                             |
|              |                                                                               |